# El Ouatia
El Ouatia (en àrab الوطية, al-Waṭiyya; en amazic ⵍⵡⵟⵢⴰ), també conegut com a Tan-Tan plage, és un municipi de la província de Tan-Tan, a la regió de Guelmim-Oued Noun, al Marroc. Segons el cens de 2014 tenia una població total de 9.295 persones. És un dels majors ports de pesca esportiva del Marroc.